# Anthocharis
Genre
Taxons de rang inférieur
- Voir le texte

Anthocharis est un genre de lépidoptères (papillons) de la famille des Pieridae et de la sous-famille des Pierinae.

## Caractéristiques
Leur nom anglais " Orangetip " montre leur particularité : les mâles ont l'apex des ailes antérieures orange vif.
Les plantes hôtes de leurs larves sont des brassicacées (crucifères).

## Liste des espèces
- Anthocharis bambusarum Oberthür, 1886.
- Anthocharis belia (Linnaeus, 1767) — Aurore de Provence ou Aurore de Barbarie.
- Anthocharis bieti (Oberthür, 1884).
- Anthocharis cardamines (Linnaeus, 1758) — Aurore
  - Anthocharis cardamines phoenissa (Kalchberg, 1894)
- Anthocharis cethura (Buresch, 1921).
  - Anthocharis cethura catalina (Meadows, 1937)
  - Anthocharis cethura cethura
- Anthocharis damone (Boisduval, 1836), (Riley, 1928) — Aurore de Sicile.
- Anthocharis euphenoides Staudinger, 1869
- Anthocharis gruneri Herrich-Scäffer, 1851 — Aurore des Balkans.
- Anthocharis julia Edwards, 1872.
- Anthocharis lanceolata Lucas, 1852.
- Anthocharis limonea Butler.
- Anthocharis midea (Hübner, 1809).
- Anthocharis sara (Lucas, 1852).
  - Anthocharis sara thoosa (Scudder, 1878) des montagnes Rocheuses jusqu'au Mexique[1]
- Anthocharis scolymus (Riley, 1928).
- Anthocharis stella Edwards, 1879.
  - Anthocharis stella stella — Stella Orangetip
  - Anthocharis stella browningi — Utah Stella Orangetip
- Anthocharis taipaichana Verity, 1911.
- Anthocharis thibetana Oberthür, 1886.
- Anthocharis thoosa Scudder, 1878[2]